# Perry Robinson
Perry Robinson (17. září 1938, New York – 2. prosince 2018) byl americký jazzový klarinetista. Pocházel z hudební rodiny; jeho otcem byl hudební skladatel Earl Robinson. Svou první nahrávku Robinson vydal v roce 1962 a nesla název Funk Dumpling. Později působil ve vojenské skupině a po návratu z armády spolupracoval s mnoha hudebníky, mezi které patří například Jeanne Lee, Gianluigi Trovesi, Stan Tracey, Dave Brubeck, Theo Jörgensmann nebo Burton Greene. V letech 1975 až 1977 byl členem skupiny Clarinet Contrast. V roce 2002 vyšla jeho autobiografie The Traveler.